# Sarutobi Sasuke

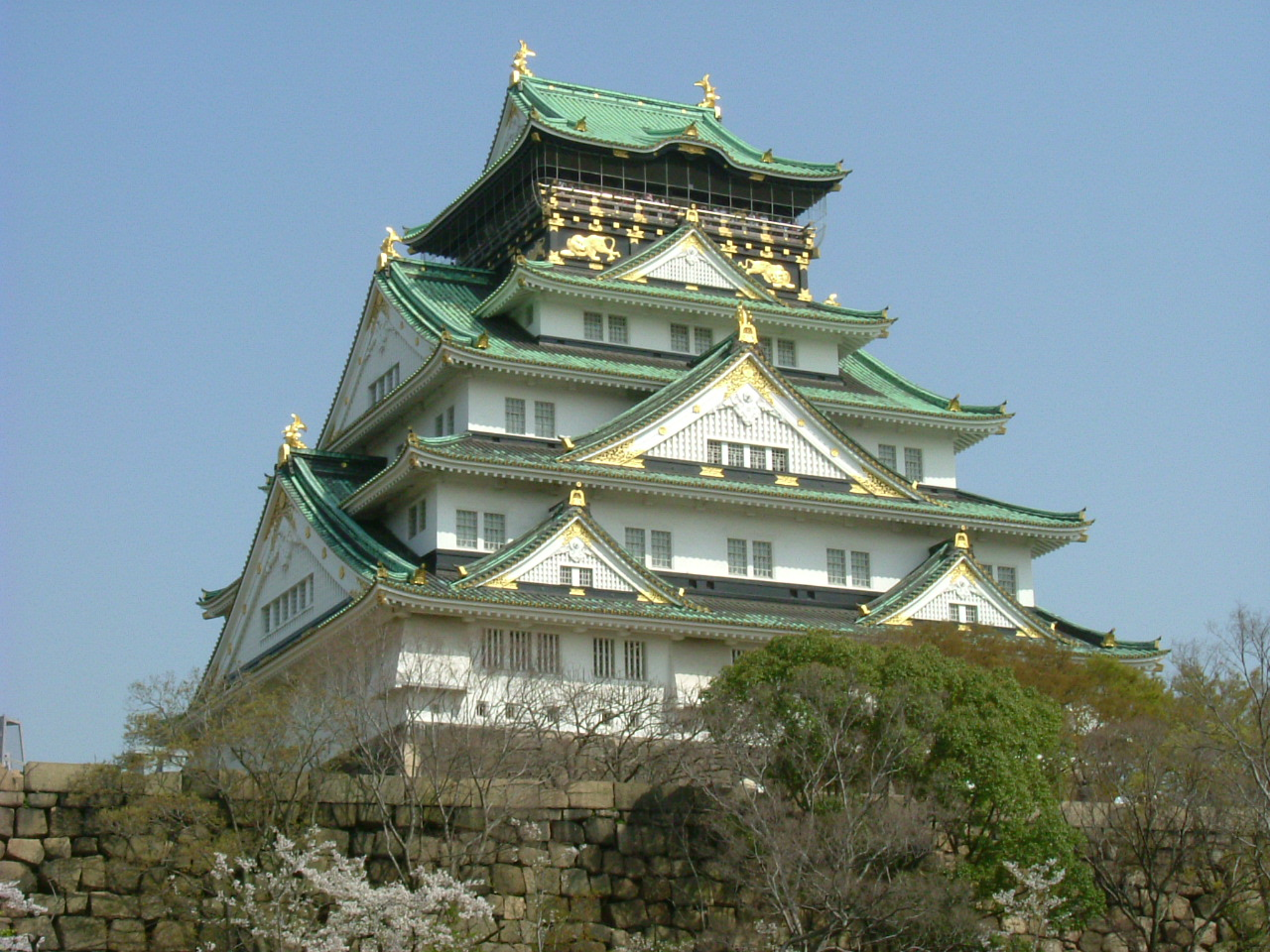
Castillo Osaka jardin Nishinomaru

 Sarutobi Sasuke fue un famoso ninja japonés que se supone existió, aparece en muchos cuentos infantiles de 1911 a 1925.
Este personaje, inmortalizado en 1962 en manga por Sampei Shirato, suele tener un carácter ficticio; supuestamente inventado durante la era Meiji en torno al histórico ninja Kozuki Sasuke. Sin embargo se cree que su existencia fue real.[cita requerida]
Es comúnmente catalogado como uno de los 10 bravos de Sanada, un legendario grupo de diez ninja que supuestamente ayudó a Sanada Yukimura en las batallas de Castillo de Osaka durante el periodo Edo. Y es uno de los más conocidos entre los diez bravos. También se dice que supuestamente murió en la Campaña de Verano de la Sede de Osaka.[cita requerida]
Sarutobi Sasuke en general se dice que es un ninja de Koga, mientras que Kirigakure Saizō uno de los diez bravos es un ninja de Iga. Como tal, cuando Sasuke y Saizō aparecen juntos casi siempre se representan como rivales y siendo reclutados por Sanada como mejores amigos. Esta rivalidad es paralela a la ficticia de Hattori-Fuuma, también parecida a Sasuke-Naruto, del manga y anime del mismo nombre.
Sarutobi en el sentido de "saltar de mono", se escribe con los kanjis saru=mono y tobi=salto. Era reconocido por su agilidad en los árboles, como si hubiera sido criado por monos. Esto igualmente en sus representaciones modernas afecta a su aspecto, en cambio al ser comparado con Saizo, éste es a menudo representado más elegante y con habilidades más mágicas.

## Apariciones en la cultura popular
- Sarutobi Sasuke es el legado casi omnipresente en el anime y manga de Naruto, ya que más de un personaje lleva su nombre, Uchiha Sasuke, el Tercer Hokage que en la historia es su hijo (Sarutobi Hiruzen), su nieto Sarutobi Asuma y su bisnieto Sarutobi Konohamaru son el vivo ejemplo de ello. Así como ha dejado huella Kirigakure Saizō, nombrándose así a la aldea de la niebla (Kirigakure). En el capítulo 500 del manga naruto se rebeló que Sarutobi Sasuke es el padre del Tercer Hokage.
- Sarutobi Sasuke también aparece en el anime Ranma ½ como Sarugakure Sasuke, ninja de la familia Kuno.

- Hace aparición junto a sus 9 compañeros, los diez heroicos de Sanada, en el manga Samurai Deeper Kyo y Brave 10.
- También aparece en diversos videojuegos como Samurai Warriors de Koei (Siendo los guardianes de Sanada Yukimura) y Sengoku Basara de Capcom.
- Tuvo una serie de 24 episodios durante 1979 titulada "Manga Sarutobi Sasuke" y emitida por Canal 12 de Tokio, y durante principio de los '90 se emitieron algunos episodios sueltos por Canal 9 de Buenos Aires (Argentina)
- En anime Sengoku night blood aparece como subordinado de Yukimura Sanada junto con Kirigakure Saizō, Yuri Kamanosuke y Nobuyuki Sanada (ellos en el anime representan a los Sanada)